# قوانين الحرية الشخصية
قوانين الحرية الشخصية التي أُقرت من قبل عدة ولايات أمريكية في الشمال لمواجهة قوانين العبيد الهاربين لعامي 1793 وقوانين الآبقين ل 1850.. ومن الولايات التي لديها قوانين الحرية الشخصية؛ كونيتيكت وماساتشوستس وميشيغان وماين ونيو هامبشاير وأوهايو وبنسلفانيا وويسكونسن وفيرمونت .
- قوانين الحرية الشخصية هي مجموعة من القوانين التشريعية التي تم تنفيذها في الولايات المتحدة بين القرن التاسع عشر وبداية الحرب الأهلية. كان السبب وراء هذا القرار ببساطة هو تجنب المزيد من الخلاف بين الولايات الشمالية والجنوبية. منحت ولايتان فقط، نيوجيرسي وكاليفورنيا، عقوبات رسمية مباشرة أو مساعدة للعودة القسرية للعبيد الهاربين، لكن إنديانا وإلينوي وأوريجون فعلت ذلك بشكل غير مباشر، من خلال حظر دخول السود سواء كانوا عبيدًا أو أحرارًا داخل حدودهم.

- سنت إنديانا (1824) وكونيتيكت (1828) قوانين تجعل المحاكمة أمام هيئة محلفين للعبيد الهاربين ممكنة عند الاستئناف. في عام 1840، منحت فيرمونت ونيويورك الهاربين الحق في محاكمة أمام هيئة محلفين ووفرت لهم محامين. بعد عام 1842، أصدرت بعض حكومات الولايات الشمالية قوانين تحظر على سلطات الولاية التعاون في القبض على الهاربين وإعادتهم. قدمت معظم الولايات الشمالية ضمانات إضافية للمحاكمة أمام هيئة محلفين، وسمحت بعقوبات صارمة على الأخذ غير القانوني والحنث باليمين ضد الهاربين المزعومين، ومنعت سلطات الولاية من الاعتراف بمطالبات الهاربين. تم الاستشهاد بهذه القوانين كمبرر للانفصال من قبل جورجيا وميسيسيبي وكارولينا الجنوبية وتكساس في 1860-1861.

## الأسباب
كان الهدف هو منح أصحاب العبيد الحماية القانونية عند التعامل مع مشكلة العبيد الهاربين. ولكن أتاحت هذه القوانين الفرصة لأصحاب العبيد للذهاب إلى الولايات الشمالية واستعادة العبيد المحررين سابقًا. أعطت القوانين أي مالك للعبيد القدرة على الاستيلاء على العبد الهارب المزعوم، وتقديم العبد إلى قاض فيدرالي أو محلي، وبعد إثبات الملكية، إعادة العبد بشكل قانوني إلى خدمته. ومع ذلك، فإن الدليل الوحيد المطلوب هو شهادة الشاهد. 
- فرضت قوانين العبيد الهاربين غرامة قدرها خمسمائة دولار على أي شخص يساعد عبدًا هاربًا أو يعرقل محاولة مالك العبيد لاستعادة العبد. وهذا جعل الأمر شاقًا للغاية بالنسبة لأولئك الذين أرادوا إنهاء العبودية من خلال مساعدة هؤلاء العبيد الذين يسعون إلى حريتهم. [2] في عام 1850، تم إجراء تعديلات على قوانين العبيد الهاربين، مما جعلها أكثر صعوبة. نصت هذه التعديلات على عدم السماح للهارب بالإدلاء بشهادته في جلسة الاستماع، وكان الحراس الفيدراليون مسؤولين ماليًا إذا لم ينفذوا أوامر الاعتقال أو إذا سمحوا للهاربين بالهروب. كما قدمت تعديلات عام 1850 للمفوضين تعويضًا مضاعفًا، عشرة دولارات مقابل خمسة دولارات، لمنح شهادات الملكية مقابل رفضها. علاوة على ذلك، تم تشديد العقوبات على من يساعد الهاربين. [3]

## بريج ضد بنسلفانيا
كانت القضية بين إدوارد بريج ومارجريت مورغان إحدى القضايا المثيرة للجدل التي نشأت عن قوانين العبيد الهاربين. بدأت القضية عندما مُنحت مارجريت مورجان، عبدة لدى جون أشمور، حريتها. بعد وفاته استأجر ورثة أشمور إدوارد بريغ، صائد العبيد، للذهاب إلى بنسلفانيا وإحضار مارغريت مورغان وأطفالها إلى ماريلاند.
نص قانون الحرية الشخصية لعام 1826 على أنه لا يجوز إخراج أي شخص من ولاية بنسلفانيا لاحتجازه كعبد.  تم القبض على بريج وحوكم عند عودته إلى الولاية مع مارجريت وعائلتها. جادل بريغ أمام المحكمة العليا بأن قوانين الحرية الشخصية غير دستورية. وقال إن الجريمة التي اتُهم بارتكابها كانت عملاً قانونيًا تمامًا بموجب الدستور.
- في النهاية، رأت المحكمة أن بريج تصرف بشكل قانوني بموجب السلطة التي منحها الكونجرس لأصحاب العبيد بموجب هذا القانون. ونتيجة لذلك، تجاوزت ولاية بنسلفانيا سلطتها عندما جرّمت السلوك المرتكب بموجب القانون الفيدرالي. في هذا المثال، ادعى بريج أنه كان يتصرف بموجب المادة الرابعة، القسم 2 من الدستور، والتي تنص بوضوح على أن المجرمين أو الهاربين لا يمكنهم الهروب من العقاب من خلال ترك ولايتهم. [5] نص قانون الحرية الشخصية الذي صدر عام 1826 بشكل مباشر على أنه لا يمكن إحضار أي شخص، بما في ذلك العبيد الهاربين، إلى ولاية بنسلفانيا والاحتفاظ به كعبد. [4] هذا التناقض هو الذي جعل قوانين الحرية الشخصية مثيرة للجدل.

## التهديدات
تم تجاهل العديد من هذه القوانين من قبل المسؤولين عن القانون والقضاة.  لكن هذه المعاملة غير المتساوية لم تمنع دعاة إلغاء عقوبة الإعدام من كفاحهم لتحقيق العدالة.  رفضت الولايات الشمالية إلغاء القوانين ولم تكن الولايات الجنوبية مستعدة للتخلي عن العبودية. وكانت النتيجة النهائية هي الحرب الأكثر دموية في التاريخ الأمريكي: الحرب الاهلية. وفي نهاية هذه الحرب؛ تغير الدستور نفسه. 

## روابط خارجية
- قانون الدفاع عن الحرية في هذه الولاية (كونيتيكت، 1854)
- قانون حماية حقوق وحريات شعب كومنولث ماساتشوستس (ماساتشوستس، 1855)
- قانون حماية حقوق وحريات سكان هذه الولاية (ميشيغان، 1855)
- قانون إضافي لحماية الحرية الشخصية (مين، 1855)
- قانون ضمان الحرية وحقوق المواطنة للأشخاص في هذه الولاية (نيو هامبشاير، 1857)
- قانون منع الاختطاف (أوهايو، 1857)
- قانون منع احتجاز العبيد والاختطاف في ولاية أوهايو (أوهايو، 1857)
- أمر المثول أمام القضاء المتعلق بالعبيد الهاربين (ويسكونسن، 1857)
- قانون يضمن الحرية لجميع الأشخاص داخل هذه الولاية (فيرمونت ، 1858)